# Belz (Dinastía jasídica)
Belz (en hebreo: בעלז) es una dinastía jasídica que fue fundada en el pueblo de Belz en Ucrania, cerca de la frontera polaca, en un territorio que antiguamente había formado parte de la Corona del Reino de Polonia. La dinastía fue fundada a principios del siglo XIX por el rabino Shalom Rokeach, también conocido como Sar Shalom, y fue liderada por su hijo, el rabino Yehoshua Rokeach, y por su nieto, el rabino Yissacar Dov, y por su biznieto, el rabino Aharon. Fue precisamente el rabino Aharon quien lideraba la dinastía de Belz, justo antes de la invasión nazi de Polonia en 1939. Aunque el rabino Aharon pudo escapar de Europa, la mayor parte de los jasidim de Belz fueron asesinados. El rabino Aharon re-estableció la dinastía en Kyriat Belz, un barrio jasídico de Jerusalén, Israel. Actualmente Belz es una de las mayores dinastías jasídicas que están presentes en Israel, y tiene también una presencia considerable en Inglaterra, Brooklyn, Nueva York, y en Canadá. 
- Datos: Q816313
- Multimedia: Belz (Hasidic dynasty) / Q816313